# ان‌جی‌سی ۵۳۷۱
ان‌جی‌سی ۵۳۷۱ (انگلیسی: NGC 5371) نام یک کهکشان در صورت فلکی تازی‌ها است.